# Цефалізація
Цефалізація (від грец. kephale — голова) — філогенетичний процес відокремлення голови у білатерально-симетричних тварин та включення її до складу органів, розташованих у предків в інших частинах тіла.
Цефалізація обумовлена тим, що передня частина тіла, на якому розташовані ротовий отвір та органи захоплення їжі (щелепи, язик тощо), першими вступають у контакт з новими об'єктами середовища. Тому у ньому концентруються органи чуття, а також передні відділи центральної нервової системи, що регулюють функціонування цих органів та складають головний мозок. Для захисту згаданих органів та головного мозку у хребетних тварин розвинувся череп, функції якого у безхребетних виконують тверді зовнішні покриви.
Іноді під цефалізацією також розуміють збільшення маси головного мозку по відношенню до маси тіла тварини. Ступінь цефалізації (відносна маса мозку) серед хребетних найбільша у птахів, серед ссавців − у китоподібних та приматів, особливо у людини.